# 春暁
『春暁』（しゅんぎょう）は、唐の詩人・孟浩然が詠んだ五言絶句。冒頭の「春眠 曉を覚えず」という句でつとに有名で、孟浩然の代表作であるのみならず、日本で最もよく知られた漢詩の一つである。

## 本文
| 春暁       | 春暁                                                  | 春暁                                     |
| ---------- | ----------------------------------------------------- | ---------------------------------------- |
| 春眠不覺曉 | 春眠 曉を覺えず しゅんみん あかつきをおぼえず         | 春の眠りは夜明けに気づかない。           |
| 處處聞啼鳥 | 處處 啼鳥を聞く しょしょ ていちょうをきく             | あちこちから鳥のさえずりが聞こえてくる。 |
| 夜來風雨聲 | 夜來 風雨の聲 やらい ふううのこえ                     | 昨夜は風や雨の音。                       |
| 花落知多少 | 花落つること 知る多少ぞ はなおつること しるたしょうぞ | 花はどれだけ散ったことだろう。           |

## 解釈
春の朝にまどろむなか、聞こえてくる鳥のさえずりや庭に散り敷いた花といった明朗な風情を平易な表現で描き、落花に春の終わりを惜しむ心情を詠んでいる。
科挙に失敗したこともあり生涯の大半を襄陽での隠遁生活で過ごした孟浩然は、この『春暁』で、早朝からの宮仕えに縛られず朝寝坊できる自由と春の眠りの心地良さを謳歌したと一般に解されている。しかし彼の諸作品は自らの不遇を愁嘆するものと超俗的な隠棲の心境を詠うものの二系統あり、『春暁』も知識人でありながら官界に入れなかった鬱屈した心境や居直りの心理が底にあるとも解されている。
起句
- 「不覺曉」 - 官僚となるとまだ星が見える夜明け前から政庁の前に整列し、日の出とともに入庁しなければならないため、夜明けを気にせず寝坊するということは、役人を隠退したか、そもそも役人になるつもりは無いという意思表示である。

承句
- 「聞」 - 聞くともなく耳に入ってくるというニュアンスであり、意識して聞く「聴」とは区別される。
- 「啼鳥」 - 鳥の鳴き声が聞こえるということは、好天の朝ということである。

転句
- 「来」 - 時を表わす語に付く接尾辞で、単に語調を整えるための助字であって意味はない。
- 「風雨聲」 - 激しい雨風を指す。

結句
- 「花」 - 漢詩で単に花と言えば、まず桃あるいは牡丹が最初に挙げられるが、ほか桜か梅か李か、いずれにせよ「落」とあるからには樹木の枝に咲いた何らかの花とみるのが穏当であろう。
- 「知」 - 後に疑問詞（この場合なら「多少」）が付くと「不知」が省略されたものとされ推量（「…だろうか」）の意味になる。「知る……ぞ」は「知」に疑問詞が続く時の漢文訓読の読み癖であり、伝統的に「知んぬ」とも読む。
- 「多少」 - 数量を尋ねる「どのくらい」という疑問詞で、ここは「定めし多かろう」という含みも持つ。

構成としては、起句と承句でうららかな春の朝の風情を詠んだあと、転句で昨晩の春の嵐へと時間的に暗転し、結句で今の戸外のむせるような落花の様子へと時間的・空間的に再転回するという、典型的な起承転結の形となっている。

## 制作
制作された時期や場所は明確ではないが、おそらくは襄陽の鹿門山に隠棲していた頃の作品であろう。

## 評価
『唐詩三百首』『唐詩選』に収められ、かねてより古今の絶唱と称されている。
睡眠を題材にした詩は、多くが眠れなさ（広義の不眠症）の愁いを扱うことが多く、『春暁』のように眠りの心地よさを愛でる作品は珍しい。また春を題材にした唐詩は、例えば王維の『田園楽』（桃は紅にして復（ま）た宿雨を含み、柳は緑にして更に春煙を帯ぶ）のように色彩豊かな情景描写を用いるのが一種の定石であるが、『春暁』はそうした直接的な視覚描写を一切用いず、聴覚のみで暮春の情緒を描ききっている点も異色である。

## 影響
『春暁』以降、閑適の暮らしの描写に朝寝坊の情景を用いるのは一種の常套手法になった。
日本では『春暁』は殆どの教科書に採られており、誰知らぬ者はいないほどである。春になるとコラムなどで決まって起句が引用され、『枕草子』の「春はあけぼの」と共に春の時節の常套句となっている。
古来有名な詩のため、日本でもいくつかの訳が試みられており、例えば三好達治は次のように訳している。